# Palthis calcabilis
Palthis calcabilis är en fjärilsart som beskrevs av Paul Dognin 1914. Palthis calcabilis ingår i släktet Palthis och familjen nattflyn. Inga underarter finns listade i Catalogue of Life.